# Kulolola
Kulolola ist eine osttimoresische Siedlung im Suco Foho-Ai-Lico (Verwaltungsamt Hato-Udo, Gemeinde Ainaro).
Das Dorf wird durch die südliche Küstenstraße Osttimors, die hier weiter landeinwärts verläuft, in zwei Teile geteilt. Nördlich der Straße gehören die Häuser zur Aldeia Baha, südlich zur Aldeia Raimerlau. Kulolola liegt auf einer Meereshöhe von 186 m. Westlich liegt der Nachbarort Beikala, östlich das Dorf Beko.